# Chorisodontium dicranellatum
Chorisodontium dicranellatum là một loài Rêu trong họ Dicranaceae. Loài này được (Dusén) Roiv. mô tả khoa học đầu tiên năm 1937.